# Oeneis hanburyi
Oeneis hanburyi är en fjärilsart som beskrevs av Charles James Watkins 1928. Oeneis hanburyi ingår i släktet Oeneis och familjen praktfjärilar. Inga underarter finns listade i Catalogue of Life.